# Alataou
Pour les articles homonymes, voir Alatau.
Alataou (aussi orthographiée Alatau) (en kazakh : Алатау) est une ville de l'oblys d'Almaty, au Kazakhstan.

## Géographie
Alataou se trouve dans le sud-est du Kazakhstan, à 20 km au nord des monts Trans-Ili Alataou et à 28 km au nord-est du centre d'Almaty.

## Institut de physique nucléaire
La ville est connue pour son institut de physique nucléaire qui héberge un réacteur nucléaire de recherche de type VVR-K (réacteur à eau légère, de conception soviétique) d'une puissance de 10 mégawatts électriques, ainsi qu'un cyclotron.
En 2007, pour éviter les risques, l'organisation Nuclear Threat Initiative (NTI) aide le Kazakhstan a éliminer ses stocks d'uranium fortement enrichi dans le cadre du démantèlement des armes nucléaires au Kazakhstan, notamment en soutenant la conversion du réacteur de recherche nucléaire d'Alataou.

## Parc technologique d'Alataou
En 2004, débute la construction des infrastructures et des voies d'accès du Parc technologique d'Alataou nommé Alma-IT Park. Le projet, qui couvre 340 ha, est financé à hauteur de 14,6 millions d'euros par le gouvernement kazakh. Les sociétés internationales Microsoft, Hewlett Packard, Siemens, Cisco et Thales ont signé des accords de coopération avec le gouvernement kazakh.
En juin 2013, le parc technologique accueille 87 entreprises. Le 5 juin 2013, le président Nursultan Nazarbaev se rend dans cette zone économique spéciale pour y attirer de nouveaux investisseurs.